# NGC 4325
NGC 4325 (NGC 4368) é uma galáxia elíptica (E?) localizada na direcção da constelação de Virgo. Possui uma declinação de +10° 37' 18" e uma ascensão recta de 12 horas, 23 minutos e 06,6 segundos.
A galáxia NGC 4325 foi descoberta em 15 de Março de 1784 por William Herschel.